# 祁連山脈
座標: 北緯39度12分 東経98度32分 / 北緯39.200度 東経98.533度
祁連山脈（きれん/チーリェン-さんみゃく, Qilian Mountains）は中国の主な山脈の一つ。青蔵高原(チベット高原)の北縁、甘粛と青海に跨り、西はアルチン山脈に接し、東は蘭州の興隆山に至り、南はチャイダム盆地と青海湖に相連なる。山脈は西北から東南へ走り、数条の平行する山脈よりなり、平均海抜4000m以上、長さ2000km、幅200～500km。平原河谷が山地面積の三分の一以上を占める。主峰は祁連山。山脈の北側は河西回廊である。
祁連山脈の特徴的な生態系は、世界自然保護基金（WWF）に「祁連山脈の針葉樹林（Qilian Mountains coniferous forests ; PA0517) 」として登録されている。

## 名前の由来
「祁連山」の名の由来は古代の匈奴まで遡る。匈奴語で「祁連」は即ち「天」の意であり、祁連山は「天山」と名付けられたのである。河西回廊の南にあったためかつては南山と称されていた。
唐代の詩人李白の「關山月」における「天山」は祁連山を指す。

明月出天山，蒼茫雲海間。

長風幾萬里，吹度玉門關。

漢下白登道，胡窺青海灣。

由來征戰地，不見有人還。

戍客望邊邑，思歸多苦顏。

高樓當此夜，歎息未應閑。
明月、天山より出づ、蒼茫たる雲海の間。

長風幾萬里、吹き度る玉門関。

漢は下だる白登の道、胡は窺う青海の灣。

由來征戰の地、有人の還り有るを見ず。

戍客邊色を望み、歸るを思うて苦顏多し。

高樓此の夜に當り、歎息すること未だ閑ならざるべし。
—關山月

## 含まれる山々
広義の祁連山脈は、甘粛省西部と青海省東北部の境界にある山々の総称である。
| 稜線         | 山           | 最高峰     | 海抜(m) |
| ------------ | ------------ | ---------- | ------- |
| 最北の稜線   | 走廊南山     | 祁連峰     | 5,547   |
| 最北の稜線   | 冷龍嶺       | 崗什卡峰   | 5,254.5 |
| 最北の稜線   | 烏鞘嶺       | ?          | ?       |
| 第2条        | 托來山       | ?          | 5,197   |
| 第3条        | 大雪山       | ?          | 5,481   |
| 第3条        | 托來南山     | ?          | 5,382   |
| 第4条        | 野馬南山     | ?          | ?       |
| 第4条        | 疏勒南山     | 團結峰     | 5,826.8 |
| 第4条        | 大通山       | 桑斯扎峰   | 4,755   |
| 第4条        | 達坂山       | 仙米達坂山 | 4,353   |
| 稜線の間の湖 | 哈拉湖       | N/A        | 4,077   |
| 稜線の間の湖 | 青海湖       | N/A        | 3,192   |
| 第5条        | 黨河南山     | ?          | 5,665   |
| 第5条        | 哈爾科山     | ?          | 5,153   |
| 第6条        | 察漢鄂博圖嶺 | ?          | 5,280   |
| 第6条        | 土爾根達坂山 | ?          | 5,696   |
| 第7条        | 賽什騰山     | ?          | ?       |
| 第7条        | 柴達木山     | 红旗峰     | 5,742   |
| 第7条        | 宗務隆山     | 巴音山     | 5,030   |
| 第7条        | 青海南山     | 橡皮山     | 4,452   |
| 第7条        | 拉脊山       | ?          | ?       |
| 他の山       | 焉支山       | 百花嶺     | 3,978   |
| 他の山       | 鷹嘴山       | ?          | 3417.9  |
| 他の山       | 日月山       | 野牛山     | 4,832   |

## 気候
一部には氷河も発達させた、氷冠を戴いた6,500m級の高峰が連なり、「河西回廊」のオアシス都市群、武威（涼州）・張掖（甘州）・酒泉（粛州）・敦煌（瓜州）を潤す内陸河川の水源となっており、黒河などの源流にあたる。
山脈にある氷河は融解が進み衰退傾向にあり、後退のペースは1956年 - 1990年に比べ、1990年 - 2001年には50%速くなっている。ある氷河の終端部近くから始まる流れの水量は、60年前に比べて約2倍になっている。